# Soulaimane Raissouni
Soulaimane Raissouni (en arabe : سليمان الريسوني ; en amazighe : ⵙⵓⵍⴰⵢⵎⴰⵏ ⵕⵕⴰⵢⵙⵓⵏⵉ), né le 5 juin 1972 à Ksar El Kébir, est un journaliste marocain, et directeur de publication du quotidien « Akhbar Al Youm ». Il est connu pour ses éditoriaux critiques demandant des réformes politiques au gouvernement. Le titre a cessé de paraître.
Raissouni prend la tête de la rédaction d’Akhbar Al Yaoum en 2018 après la condamnation de son directeur de la publication, Taoufik Bouachrine, à quinze ans de prison pour « viol, tentative de viol et traite d’êtres humains ».
Tout comme Omar Radi, un autre journaliste marocain avant lui, il est arrêté par la police le 22 mai 2020, pour une affaire de mœurs qui déclenche un mouvement de solidarité localement ainsi qu'à l'international. Il est condamné le 9 juillet 2021 pour « viol avec violence et séquestration ».
Soulaimane Raissouni est le frère d'Ahmed Raïssouni, et l'oncle de Hajar Raissouni.

## Arrestation
Soulaimane Raissouni est arrêté par la police marocaine le 22 mai 2020 à Casablanca et placé en détention provisoire, à la suite d'une plainte déposée par un jeune militant de la cause LGBT qui affirme avoir été sa victime.
Après près d'un an d'emprisonnement sans procès, Raissouni entame le 8 avril 2021, avec un autre journaliste détenu Omar Radi, une grève de la faim pour demander une libération provisoire. Selon le comité de défense de Raissouni, le dossier est « politique parce qu'il manque de preuves pour l'incriminer », considérant que la vraie raison de le poursuivre sont ses écrits journalistiques. Il affirme que son cas s'inscrit dans le cadre d'une campagne de diffamation visant des journalistes et des militants des droits de l'homme critiques face aux autorités marocaines,.
Il est condamné à cinq années de prison le 9 juillet 2021 pour « viol avec violence et séquestration »,.
Le 4 août 2021, très affaibli, Soulaimane Raissouni met un terme à une grève de la faim de 118 jours.
Le 18 juillet 2023, sa peine de prison est confirmée par la justice marocaine lors d'un pourvoi en cassation.
Le 29 juillet 2024, tout comme quatre autres journalistes, il bénéficie de la grâce royale et est libéré. La grâce royale concerne 2476 individus dont seize « détenus condamnés dans des affaires d’extrémisme et de terrorisme » ayant « révisé leurs orientations idéologiques »,. 